# Laotiaanse kip
Kip is de officiële munteenheid van Laos. Bij ISO 4217 is het afgekort als LAK.
Er zijn bankbiljetten in omloop van 100.000, 50.000, 20.000, 10.000, 5.000, 2.000, 1.000 en 500 kip. Kleinere coupures van 100, 50, 20, 10 en 1 kip worden praktisch nooit meer gebruikt. Het op een na grootste bankbiljet, van 50.000 kip, is ongeveer 2,50 euro waard en het grootste biljet (100.000 kip) is ongeveer hetzelfde als 5 euro.
In Laos worden naast de kip vaak ook andere munteenheden geaccepteerd; de Thaise baht, de Amerikaanse dollar en op sommige plaatsen ook euro's.